# TITAAN
Het Theatre Independent Tactical Adaptive Armed Forces Network (TITAAN) is een netwerkoplossing voor de Marine, land- en luchtmacht waarmee overal ter wereld onder alle omstandigheden uit standaardbouwstenen een robuust en betrouwbaar netwerk voor militaire bevelvoering kan worden samengesteld.
In TITAAN heeft iedere militaire staf de beschikking over voldoende bouwstenen om een lokaal netwerk (LAN) te bouwen waarmee alle secties van de staf met elkaar zijn verbonden. Op deze manier kunnen zij met elkaar e-mailen, telefoneren (VoIP) en videoconferenties houden. Ook wisselen via dit netwerk de commandovoering-ondersteunende systemen zoals ISIS (Integrated Staff Information System) met elkaar gegevens uit. De gebruikte componenten zijn allemaal standaardelementen uit zowel de civiele als de militaire markt.
Deze lokale netwerken kunnen aan elkaar worden gekoppeld met behulp van satelliet- of straalzenderverbindingen tot een wereldwijd netwerk (WAN). Voor het plannen en beheren van deze netwerken ontwikkelde het Command & Control Support Centre (C2SC) in Ede (sinds november 2010 gevestigd in Amersfoort) een managementsysteem. Hierbij wordt gebruikgemaakt van een geografisch informatiesysteem (GIS).
Deze ondersteuning van de commandovoering is gebaseerd op de visie Network Centric Warfare. De realisatie van TITAAN leidde in 2004 tot de uitreiking van de prijs Best NCW Program from a Coalition. Deze prijs, die kan worden beschouwd als de Emmy Award voor militaire commandovoeringssystemen, wordt jaarlijks door Amerika onder deelnemende NAVO-partners uitgereikt.